# Montgai
Montgai település Spanyolországban, Lleida tartományban. Montgai Castellserà, Cubells, Foradada, Preixens, Penelles, Bellmunt d’Urgell és Bellcaire d’Urgell községekkel határos. Lakosainak száma 637 fő (2024).

## Népesség
A település népessége az utóbbi években az alábbiak szerint változott:
| Lakosok száma | 119  | 1083 | 1366 | 1178 | 893  | 793  | 727  | 671  | 625  | 637  |
|               | 1717 | 1887 | 1936 | 1960 | 1986 | 2004 | 2009 | 2014 | 2019 | 2024 |